# ロマンス・グレー
ロマンス・グレーとは、中年～古希男性の白髪混じりを指す和製英語。英語ではSilver-gray hairにあたる。

## 概要
考案者はソニー設立者の一人盛田昭夫。ソニーアメリカ社長時代、30歳代で白髪混じりとなり悩んでいたところ、アメリカ人の友人から「こちらではローマンティック・グレーといっておしゃれで憧れなんだ」と言われて気を良くし、帰国中にこのエピソードを「ロマンスグレー」と言い換えて話した。友人の中に小説家の飯沢匡がいて「それは面白い話だ」と『オール讀物』に同名の小説を連載し広まった。
当時の流行語となったので友人たちに盛田は「おれが本家だぞ」と笑っていたという。このエピソードは当時57歳の盛田が1977年10月14日名古屋市公会堂で行われた母校愛知一中・旭丘高等学校創立100周年記念講演で高校生を前に話した内容である。

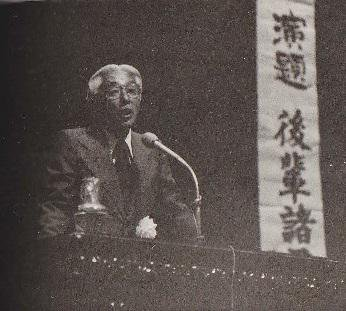
愛知一中・旭丘高校100周年記念 SONY会長盛田昭夫氏講演会1977

飯沢の同名小説（昭和29年発刊）後、1955年のアメリカ映画「旅情」で主演したロッサノ・ブラッツィの髪色で女性の人気に火が付き、一般的に定着するきっかけとなった。以後主に経済力も包容力もある魅力的な白髪混じりの男性を指すようになったという。